# Taxonomía de las Alianzas
Se denomina taxonomía de las alianzas a la herramienta estratégica, utilizada por medianas y grandes empresas, con el fin de aliar las capacidades que poseen de forma individual y lograr de esta manera potenciar su negocio. Es decir, cada organización que se involucra deberá identificar sus ventajas comparativas con el objeto de unificarlas entre sí y obtener las ventajas competitivas propuestas a corto plazo, que las diferenciaran en el mercado competidor. 
La taxonomía de las alianzas trata de acuerdos particulares de cooperación estratégicos considerados muy eficientes para las organizaciones, pero que a su vez se enfrentan a grandes riesgos y se requiere un alto nivel de responsabilidad y compromiso para su funcionamiento. Las alianzas se pueden establecer por distintos motivos ya sea por producción, comercialización, integración de tecnologías, entre otros, pero es indispensable para el éxito de la unión, el acuerdo básico de la misión, visión, valores y objetivos de la nueva organización que se establecerá. 
El desarrollo de una alianza estratégica, es considerado de gran importancia para afrontar los grandes cambios que ocurren en la actualidad de forma constante. Muchas organizaciones lo consideran como una opción viable de crecimiento y evolución, además de fortalecer el concepto empresarial.
- Datos: Q24961514